# Spirituality and Distortion
Spirituality and Distortion è il quarto album in studio del musicista francese Igorrr, pubblicato il 27 marzo 2020 dalla Metal Blade Records.

## Descrizione
Il disco risulta più pesante rispetto al precedente Savage Sinusoid, con il quale condivide tuttavia l'elevato uso del clavicembalo, svariate sezioni breakbeat ed elementi orchestrali e cinematografici, mantenendo il generale contrasto tra black metal, elettronica e musica barocca. Dal punto di vista musicale vi sono presenti anche influenze ed esperimenti sonori, tra cui la musica mediorientale (evidente in Downgrade Desert, Camel Dancefloor e Himalaya Massive Ritual) o la chiptune, quest'ultima dominante nella sezione centrale di Parpaing, brano realizzato con la partecipazione vocale di George "Corpsegrinder" Fisher dei Cannibal Corpse.

## Tracce
Musiche di Gautier Serre.
1. Downgrade Desert – 4:23
2. Nervous Waltz – 3:23
3. Very Noise – 1:47
4. Hollow Tree – 3:06
5. Camel Dancefloor – 3:13
6. Parpaing – 3:36 (testo: Diego Delgadillo)
7. Musette Maximum – 2:18
8. Himalaya Massive Ritual – 7:06
9. Lost in Introspection – 4:56
10. Overweight Poesy – 5:50
11. Paranoid Bulldozer Italiano – 3:47
12. Barocco Satani – 3:36
13. Polyphonic Rust – 4:16
14. Kung-Fu Chèvre – 4:13

## Formazione
Hanno partecipato alle registrazioni, secondo le note di copertina:
Musicisti
- Gautier Serre – chitarra, pianoforte, chitarra classica, percussioni, elettronica
- Laure Le Prunenec – voce femminile (eccetto tracce 6 e 14)
- Sylvain Bouvier – batteria, percussioni
- Martyn Clément – chitarra
- Erlend Caspersen – basso (eccetto traccia 11)
- Timba Harris – strumenti ad arco
- Benjamin Violet – strumenti ad arco
- Matt Lebofsky – pianoforte
- Nils Cheville – chitarra classica
- Antony Miranda – sitar, chitarra portoghese, percussioni
- Mehdi Haddab – oud
- Fotini Kokkala – qanun
- Alexandre Peronny – violoncello
- Benjamin Baŕdiaux – clavicembalo
- Pierre Mussi – fisarmonica
- Laurent Lunoir – voce (eccetto tracce 6 e 14)
- George "Corpsegrinder" Fisher – voce (traccia 6)
- Mike Leon – basso (traccia 11)
- Pierre Lacasa – voce maschile (traccia 14)
- Jasmina Barra – voce femminile (traccia 14)

Produzione
- Gautier Serre – produzione, registrazione, missaggio, mastering
- Hervé Faivre – registrazione
- Deviant Lab – mastering
- Jon Herrera – registrazione pianoforte di Lebofsky
- Førtifem – copertina
- Erik Rutan – registrazione voce di Fisher (traccia 6)
- Arthur Paiz – registrazione voce di Fisher (traccia 6)

## Classifiche
| Classifica (2020) | Posizione massima |
| ----------------- | ----------------- |
| Germania          | 12                |
| Svizzera          | 57                |